# Discografia di Geri Halliwell
Questa è la discografia di Geri Halliwell, cantante pop britannica divenuta nota al grande pubblico negli anni novanta come una delle componenti del celebre gruppo musicale Spice Girls.
Dopo aver abbandonato il gruppo ha lanciato una carriera da solista, arrivando a pubblicare tre album e nove singoli, di cui buona parte di gran successo a livello europeo.

## Album
| 1999                                           | Schizophonic - Pubblicato il 15 giugno 1999 - Etichetta: EMI - Formati: CD, download digitale  | 4  | 11 | 11 | 12 | 15  | 17 | 17 | 19 | 22 | 30 | 31 | 35 | 39 | 40  | 42 | 43 | 52 | 85 | 85 |
| 2001                                           | Scream If You Wanna Go Faster - Pubblicato il 6 maggio 2001 - Etichetta: EMI - Formati: CD     | 5  | —  | —  | —  | —   | —  | 15 | —  | —  | 30 | 22 | —  | —  | 133 | —  | —  | —  | —  | —  |
| 2005                                           | Passion - Pubblicato il 4 dicembre 2006 - Etichetta: Innocent - Formati: CD, download digitale | 41 | —  | —  | —  | 127 | 39 | 49 | —  | —  | —  | —  | —  | —  | —   | —  | —  | —  | —  | —  |
| "—" significa che non è entrato in classifica. |                                                                                                |    |    |    |    |     |    |    |    |    |    |    |    |    |     |    |    |    |    |    |

## Singoli
| Anno                                                                                      | Singolo                       | Classifiche | Classifiche | Classifiche | Classifiche      | Classifiche       | Classifiche | Classifiche | Classifiche | Classifiche | Classifiche | Classifiche | Classifiche | Classifiche | Classifiche   | Album                         |
| Anno                                                                                      | Singolo                       | Regno Unito | Italia      | Francia     | Belgio (Fiandre) | Belgio (Vallonia) | Paesi Bassi | Svizzera    | Australia   | Austria     | Danimarca   | Finlandia   | Svezia      | Norvegia    | Nuova Zelanda | Album                         |
| ----------------------------------------------------------------------------------------- | ----------------------------- | ----------- | ----------- | ----------- | ---------------- | ----------------- | ----------- | ----------- | ----------- | ----------- | ----------- | ----------- | ----------- | ----------- | ------------- | ----------------------------- |
| 1999                                                                                      | Look at Me                    | 2           | 3           | 28          | 32               | 12                | 26          | 15          | 3           | 27          | —           | 8           | 14          | 12          | -             | Schizophonic                  |
| 1999                                                                                      | Mi Chico Latino               | 1           | 4           | 40          | -                | 25                | 27          | 26          | 43          | 27          | -           | 6           | 29          | -           | -             | Schizophonic                  |
| 1999                                                                                      | Lift Me Up                    | 1           | 19          | —           | -                | -                 | 71          | —           | —           | -           | -           | 20          | 56          | -           | 23            | Schizophonic                  |
| 2000                                                                                      | Bag It Up                     | 1           | 13          | —           | —                | —                 | 62          | 66          | -           | —           | —           | —           | 53          | —           | 18            | Schizophonic                  |
| 2001                                                                                      | It's Raining Men              | 1           | 1           | 1           | 1                | 2                 | 3           | 4           | 4           | 5           | 6           | 7           | 10          | 13          | 15            | Scream If You Wanna Go Faster |
| 2001                                                                                      | Scream If You Wanna Go Faster | 8           | 9           | -           | 18               | 20                | 66          | 62          | 40          | -           | -           | —           | —           | —           | —             | Scream If You Wanna Go Faster |
| 2001                                                                                      | Calling                       | 7           | 26          | -           | 3                | 11                | —           | 21          | —           | 28          | —           | —           | —           | —           | —             | Scream If You Wanna Go Faster |
| 2001                                                                                      | Au Nom De L'amour             | —           | —           | 22          | —                | —                 | —           | —           | —           | —           | —           | —           | —           | —           | —             | Scream If You Wanna Go Faster |
| 2004                                                                                      | Ride It                       | 4           | -           | —           | 3                | 6                 | —           | 63          | -           | 55          | —           | —           | —           | —           | —             | Passion                       |
| 2005                                                                                      | Desire                        | 22          | 19          | —           | 9                | —                 | —           | —           | —           | —           | —           | —           | —           | —           | —             | Passion                       |
| 2013                                                                                      | Half of me                    | —           | —           | —           | —                | —                 | —           | —           | 281         | —           | —           | —           | —           | —           | —             | Non-album single              |
| 2017                                                                                      | Angels in Chains              | —           | —           | —           | —                | —                 | —           | —           | —           | —           | —           | —           | —           | —           | —             | Non-album single              |
| "—" significa che non è entrato in classifica. I numeri in blu indicano le fonti dei dati |                               |             |             |             |                  |                   |             |             |             |             |             |             |             |             |               |                               |

## Video musicali
| Anno | Titolo                        | Regia                              |
| ---- | ----------------------------- | ---------------------------------- |
| 1999 | Look at Me                    | Vaughan Arnell                     |
| 1999 | Mi Chico Latino               | Doug Nichol                        |
| 1999 | Lift Me Up                    | Howard Greenhalgh                  |
| 2000 | Bag It Up                     | Dawn Shadforth                     |
| 2001 | It's Raining Men              | Jim Canty and Jake-Sebastian Wynne |
| 2001 | Scream If You Wanna Go Faster | Jim Canty and Jake-Sebastian Wynne |
| 2001 | Calling                       | Pierluca DeCario                   |
| 2001 | Au Nom De L'Amour             | Pierluca DeCario                   |
| 2004 | Ride It                       | Luca Tommassini                    |
| 2005 | Desire                        | Andy Morahan                       |